# 베르세르크

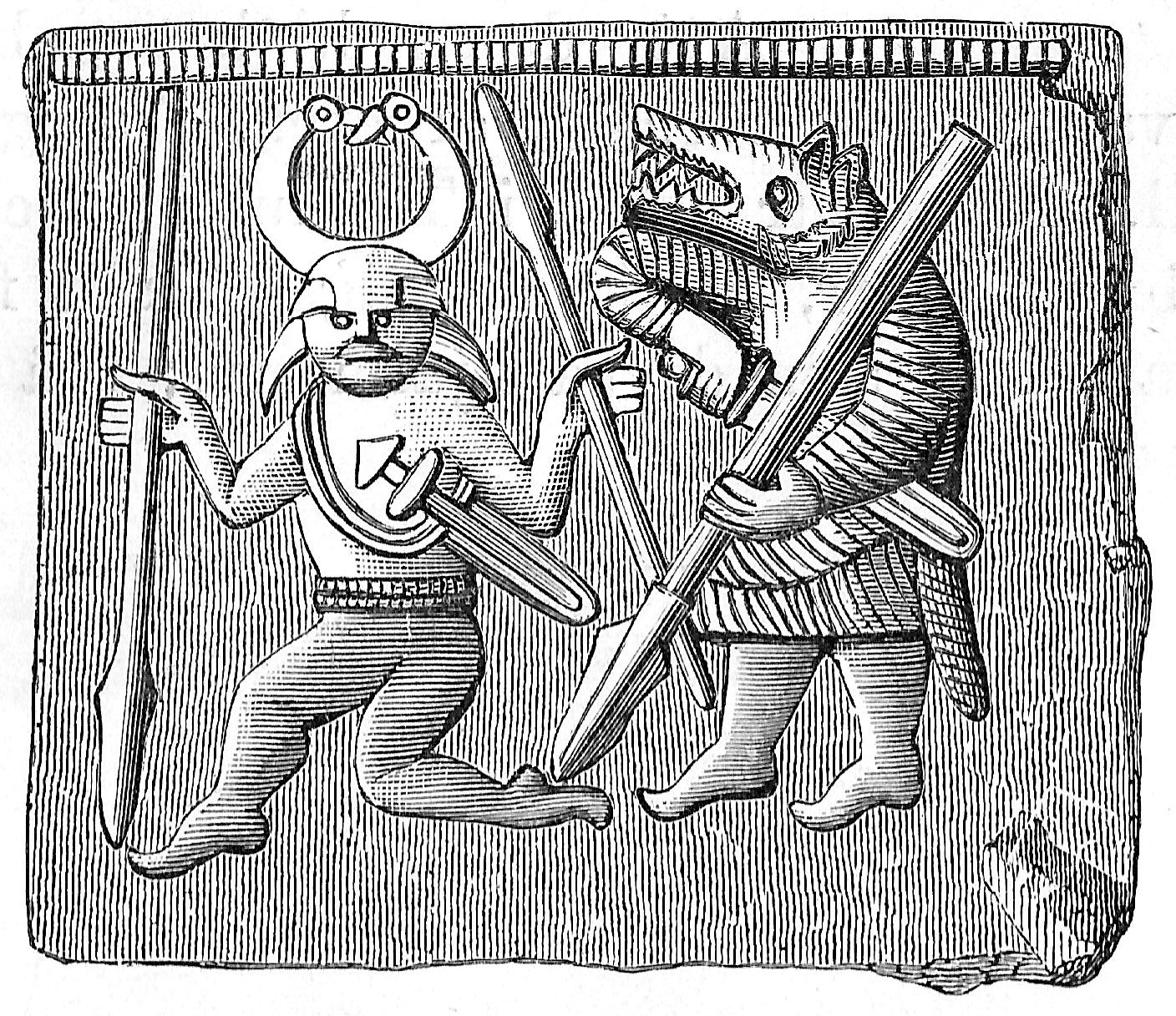
스웨덴 욀란드섬에서 발견된 벤델 시대의 청동판. 짐승 가죽을 뒤집어쓴 베르세르크(우측)와 창을 든 사내, 즉 오딘(좌측)이 보인다.

베르세르크(고대 노르드어: berserkr, 영어: berserker 버서커[*])는 노르드의 전사들 중에서 거의 통제 불가능할 정도로, 신들린 것 같은 격노에 휩싸여 전투에 임한 이들을 가리키는 말이었다. 복수형은 베르세르키르(고대 노르드어: berserkir)이다. 베르세르크와 관련된 다른 용어로는 울프헤딘(고대 노르드어: Úlfheðinn), 복수형 울프헤드나르(고대 노르드어: Úlfhéðnar)가 있다. 울프헤딘은 《바튼스델라 사가》, 〈도래까마귀가 말하기를〉, 《볼숭 일족의 사가》 등에서 언급되며, 싸울 때 늑대 가죽을 뒤집어쓰고 싸웠다고 한다.
울프헤딘은 마치 오딘의 특수부대 같은 느낌으로 서술되기도 한다. 《윙글링 일족의 사가》에 보면, “(오딘의) 사내들은, 갑옷도 입지 않고 앞으로 돌격하여, 마치 미친 개나 늑대처럼 방패를 물어 뜯었으며, 그 힘은 곰이나 들소와 같고, 사람을 단 일격으로 죽였으며, 불도 쇠도 그들에게는 통하지 않았다. 이것을 일컬어 ‘베르세르케르강’이라고 했다.”고 한다.:132

## 어원
"베르세르크"라는 표현은 이들이 싸울 때 곰(베르)의 모피로 만든 윗도리(세르크; "셔츠")를 걸쳤기 때문이라고 해석된다. 곰은 오딘을 상징하는 동물 중 하나였으며, 그 가죽을 걸침으로써 전사는 곰의 힘과 오딘의 가호를 얻게 된다.
어근 "베르-"는 때로 "곰"을 뜻하는 "ber-"가 아닌 "벌거벗은"이라는 뜻의 "berr-"로 해석될 때도 있는데, 스노리 스투를루손도 이 해석을 따라서 오딘의 전사로서 갑옷을 입지 않고 웃통을 벗은 채로 전쟁에 나간 전사들을 베르세르크라고 했다. 그러나 오늘날에는 이 설은 거의 폐기되었고, 곰 가죽 쪽이 정설이다.
"베르세르크 되다"라는 뜻의 “베르세르케르강”은 “하마스크(hamask)”라고도 했는데, 하마스크란 “형태가 변하다”라는 뜻이다. 이 경우에는 “격렬한 분노의 상태에 들어가다” 정도로 이해할 수 있다. 베르세르크로 "변할" 수 있는 사람은 대개 “함람므(hamrammr)”, "모습이 강하다(shapestrong)"고 여겨졌다.:126 예컨대 《에길의 사가》에서 스칼라그림과 한 무리의 사내들이 형제 토롤프가 살해된 것에 관해 따져묻기 위해 하랄 왕을 찾아가는데, 이때 묘사가 다음과 같다. “가장 굳센 사내들, 그들 중 상당수는 기괴한 기미를 풍기고 있었다 …… 그들의 체격과 형상은 인간이라기보다는 트롤에 가까웠다.” 이것이 바로 함람므가 된 사람들의 무리를 서술한 것으로 해석된다.

## 문헌상 출전

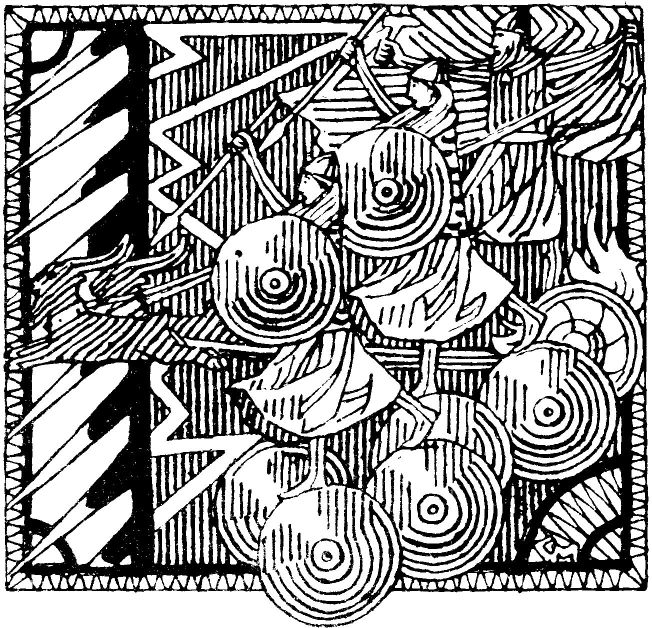
〈트뤼그비의 아들 올라프 사가〉의 삽화로 게르하르트 문테가 그린 그림(1899년)

베르세르크는 여러 사가 및 시가에 등장한다. 이들 중 대다수는 베르세르크를 게걸스럽게 약탈을 저지르며 가리지 않고 마구 사람을 죽이는 존재로 묘사하고 있다. 훗날 기독교도들은 베르세르크를 “이교도 악마”로 해석하였다.
베르세르크라는 말이 등장하는 가장 오래된 문헌은 9세기 말에 토르뵤른 호른클로피이 미발왕 하랄을 찬양하기 위해 쓴 스칼드 시 〈하랄드스크베디〉이다. 여기에 하랄 왕의 전사들 중 "울프헤드나르(ulfheðnar), 즉 "늑대 가죽을 뒤집어 쓴 사내들"이 나온다.

피를 맛보는 자들아, 내 베르세르크에 대해 묻겠다,

전투의 뻘흙을 헤치고 들어가는 그 두려움 모르는 협객들이,

어떤 대접을 받는가?

그들은 늑대 가죽을 쓴 자라고 불린다. 전투가 벌어지면

그들은 피투성이 방패를 밀어붙인다.

피로 물든 붉은 색은 싸움에 임하는 그들의 창날이니.

그들은 밀집 대형을 이루고.

적의 방패를 풀처럼 벼히는 그 사내들은

군주에게 왠지 모를 신뢰를 주는 것이다.

아이슬란드의 시인, 역사가 스노리 스투를루손(1179년 ~ 1241년)은 《윙글링 일족의 사가》에서 다음과 같이 베르세르크를 묘사했다.

그(오딘)의 사내들은, 갑옷도 입지 않고 앞으로 돌격하여, 마치 미친 개나 늑대처럼 방패를 물어 뜯었으며, 그 힘은 곰이나 들소와 같고, 사람을 단 일격으로 죽였으며, 불도 쇠도 그들에게는 통하지 않았다. 이것을 일컬어 "베르세르케르강(고대 노르드어: Berserkergang, 영어: going berserk)"이라고 했다.

미발왕 하랄은 영토를 넓히는 과정에서 베르세르크를 일종의 충격부대로 사용했다. 스칸디나비아의 다른 왕들도 베르세르크를 군대에 편입시켜 사용했으며 때로는 베르세르크를 왕의 근위병과 동격으로 대우하기도 했다. 어쩌면 이들 전사들이 사용한 것은 베르세르크 비밀결사의 조직구조와 의례일 뿐, 자신들의 흉포함을 강조하기 위해 그 이름을 차용한 것에 불과할 수도 있다.
베르세르크에 대한 서술은 대개 그 광란이 강조되어 있었고 이것은 오늘날 "베르세르크"라는 말이 사용되는 방식에도 영향을 미쳤다. 그러나 여러 문헌들은 오늘날 사람들에게 잘 알려지지 않은, 베르세르크의 광기 이외의 속성에 관해서도 설명하고 있다. 스노리의 “불도 쇠도 그들에게는 통하지 않았다”는 시간이 지나면서 윤색되어 날붙이나 불은 통하지 않지만 둔기에는 면역력이 없다는 식으로 살이 붙기도 했다. 이와 유사하게 흐롤프 크라키의 대전사들도 “불이나 쇠 앞에서” 후퇴하기를 거부했다고 한다. 베르세르크의 또다른 속성은 그들이 마법 주문이나 사안(邪眼)의 능력으로 적들의 날붙이를 뭉개뜨렸다는 것이 있다. 이것은 《베오울프》에서 그렌델의 성질로 언급될 정도로 오래된 모티프이다. 불을 먹는다든지 날붙이가 통하지 않는다든지 하는 것은 이슬람의 파키르의 속임수를 연상시키는 점이 있다.
1015년 노르웨이의 야를 에이리크 하코나르손은 베르세르크를 불법화했다. 중세 아이슬란드의 법전인 《그라가스》에서도 베르세르크 전사들을 무법자로 규정하고 있다. 베르세르크들로 이루어진 전사집단은 12세기경 소멸하였다.

## 신화 해석
힐다 엘리스 데이비드슨은 비잔틴 황제 콘스탄티누스 7세(905년 ~ 959년)가 쓴 책 《비잔틴 궁정 의례서》에 묘사되는 와리아기(비잔틴 제국의 용병으로 일한 노르드인들) 친위대의 "고트식 춤"과 베르세르크 사이에 유사성을 발견했다. 와리아기 친위대는 동물의 가죽과 가면을 뒤집어쓰고 춤을 췄다고 하는데 데이비드슨은 이것이 베르세르크 의식과 관계가 있을 것이라고 믿는다.
베르세르크의 광기를 상술했다시피 베르세르케르강(berserkergang)이라고 했으며, 이는 직역하면 "베르세르크 되다(going berserk)"는 뜻이다. 베르세르케르강에 빠지면 그 상태는 다음과 같았다고 한다.
이 격노를 베르세르케르강이라고 불렀으며, 이는 전투의 와중 뿐 아니라 고된 일을 하다가도 나타날 수 있었다. 여기에 사로잡힌 사람들은 인간의 힘으로는 불가능해 보이는 일들을 행했다. 이 상태가 시작되면 몸을 떨면서 이가 부딪히고 오한이 느껴진다. 그리고 얼굴이 부어오르면서 낯빛이 변한다. 이와 동시에 성질이 엄청나게 성급해지고, 이는 격렬한 분노로 이어지게 된다. 광기에 빠진 이들은 들짐승처럼 울부짖고 자기 방패를 물어뜯어 씹으며 마주치는 모든 것을 피아구분 없이 베어넘겼다. 베르세르케르강이 종료되면 정신이 흐려지고 무력감이 뒤따르는데, 이 후유증은 짧게는 하루에서 길면 며칠까지 지속된다.

바이킹 부락이 전쟁에 나갈 때 베르세르크는 늑대나 곰의 가죽을 뒤집어썼는데 이는 나중에 베르세르케르강이 발현했을 때 아군이 그에게 접근했다가 휘말리는 것을 막기 위해 이 사람이 베르세르크이며 그에게서 떨어져 있으라는 것을 표시한 것이었다.
베르세르케르강을 불러일으키는 원인이 무엇인가에 대해서는 향정신약물의 투약이라는 설, 심리학적 과정이라는 설, 일종의 질병이라는 설 등이 있다.
일부 학자들은 이러한 베르세르크의 광기가 광대버섯 같은 환각성 버섯을 자발적으로 섭취하거나 엄청난 양의 알코올을 주입한 결과일 것이라고 추측한다. 약물사용설은 약물의 의례적 사용과도 잘 들어맞는 점이 있다. 한편 다른 해석으로는 자생적 히스테리, 간질, 정신병 등이 베르세르크의 원인일 수 있다고도 하고, 또는 유전적 발현이라는 설도 있다. 조너선 셰이는 베르세르크의 광기가 외상 후 스트레스 장애를 앓는 군인들의 과다각성 상태와 유사하다고 주장했다.

## 같이 보기
- 야만
- 튜턴족의 분노